# Paradoxecia pieli
Paradoxecia pieli is een vlinder uit de familie wespvlinders (Sesiidae), onderfamilie Tinthiinae.
Paradoxecia pieli is voor het eerst wetenschappelijk beschreven door Lieu in 1935. De soort komt voor in het Oriëntaals gebied.